# Sylvia Schmelkes
Sylvia Irene Schmelkes del Valle (Ciudad de México, 28 de julio de 1948) es una socióloga, investigadora, profesora, escritora y funcionaria mexicana. Es conocida por su trabajo en la educación intercultural y por su libro Hacia una mejor calidad de nuestras escuelas. Ha realizado estudios exploratorios sobre buenas prácticas en programas de apoyo a indígenas en educación superior. Ha escrito más de cien textos académicos y ensayos.
Se desempeñó como directora del Instituto de Investigaciones para el Desarrollo de la Educación (INIDE) de la Universidad Iberoamericana de 2008 a 2013 y como presidenta del Instituto Nacional para la Evaluación de la Educación de 2013 a 2017. 

## Biografía
Schmelkes es originaria de México D. F. de padre checo y madre argentina. Educada en escuelas bilingües, estudió sociología en la Universidad Iberoamericana de la Ciudad de México y obtuvo la maestría en Estudios de Educación en la misma casa de altos estudios. Después de esa graduación, Schmelkes trabajó en el Centro de Estudios Educativos (CEE) de México desde hace 25 años, donde se dedicó a la investigación en los campos de la educación rural y de adultos. En 1994 dejó el CEE para trabajar como consultor en el Departamento de Investigación Educativa del Instituto Politécnico Nacional, así como para la UNESCO, UNICEF, y la OECD. 
Después de eso, Schmelkes comenzó a trabajar en la educación en valores y en educación intercultural, convirtiéndose en coordinadora general de Educación Intercultural y Bilingüe de la Secretaría de Educación Pública, durante la presidencia de México de Vicente Fox. De 2008 a 2013 se desempeñó como directora del Instituto de Investigaciones para el Desarrollo de la Educación INIDE, de la Universidad Iberoamericana de la Ciudad de México. El trabajo de Schmelkes ha sido publicado en cinco idiomas por instituciones como la Secretaría de Educación Pública, la UNESCO y la Organización de Estados Americanos.
En mayo de 2013 fue designada como presidenta del Instituto Nacional para la Evaluación de la Educación (INEE), organismo que obtuvo autonomía a partir las de las reformas constitucionales en materia de educación realizadas en 2012 y 2013. Asumió dicho cargo durante cuatro años, su mandato como presidenta terminó en abril de 2017, sin embargo continúa como consejera del Instituto.

## Aportaciones
- Mejorar las Escuelas: Estrategias para la Acción en México. París: OCDE. ISBN 978-92-64-08767-5 (2010)

- Indígenas Rurales, Migrantes, Urbanos: Una Educación Equivocada, Otra Educación Posible. En Pensamiento Iberoamericano 7, segunda época. 2010/2, pp. 203-222. ISSN 0212-0208 (2010)

- La educación de adultos y las cuestiones sociales. Vol. 2 de Paideia Latinoamericana. Con Humberto Salazar. Editor CREFAL, Centro de Cooperación Regional para la Educación de Adultos en América Latina y el Caribe, 711 pp. ISBN 9689388037, ISBN 9789689388036 (2008)

- Vinculación comunitaria y formación para el trabajo: Técnicas e instrumentos para facilitar el aprendizaje en la formación en alternancia. Tercer semestre Bachillerato intercultural. Vol. 3 de Vinculación comunitaria y formación para el trabajo: guía del docente, México. Comisión Nacional para el Desarrollo de los Pueblos Indígenas. Editor SEP, Coordinación General de Educación Intercultural y Bilingüe, ISBN 9708140120, ISBN 9789708140126 (2006)

- La formación de valores en la educación básica. Biblioteca para la actualización del maestro. Editor Secretaría de Educación Pública, 157 pp. ISBN 9680101681, ISBN 9789680101689 (2004)

- La calidad en la educación primaria: un estudio de caso. Obras de Educación y Pedagogía. 2ª edición de Fondo de Cultura Económica, 170 pp. ISBN 9681650727, ISBN 9789681650728 (1997)

- La educación de adultos: estado del arte : hacia una estrategia alfabetizadora para México. Con Judith Kalman. Editor Instituto Nacional para la Educación de los Adultos, 109 pp. (1996)

- Hacia una mejor calidad de nuestras escuelas. N.º 32 de Colección INTERAMER, ISSN 1021-4666 Editor OEA, 92 pp. ISBN 0827033001, ISBN 9780827033009 (1995)

- Proyecto escolar. A la escuela, nuestro mejor esfuerzo. Editor SEP. (1994)

- La desigualdad en la calidad de la educación primaria. Cuadernillos de educación. Colaboró en el Proyecto Educativo Oaxaca. Editor Instituto Estatal de Educación Pública de Oaxaca, 40 pp. (1994)

- Educación a la familia para el desarrollo de sus hijos. Vol. 27 de Era bien puky
- Investigación educativa en los ochenta, perspectiva para los noventa: Cuadernos de estados de conocimiento. Con María Eugenia Linares Pontón, Marco Antonio Delgado. Editor Comité Organizador del Segundo Congreso Nacional de Investigación Educativa, 42 pp. ISBN 9700800512, ISBN 9789700800516 (1993)

- Post-Alfabetización y Trabajo en América Latina. Editor UNESCO/OREALC, 442 pp. ISBN 9686078851, ISBN 9789686078855 (1990)

- La investigación sobre educación de adultos en América Latina. Ciclo de conferencias sobre educación de adultos. 28 pp. (1980)

## Premios
- 2008. Recibió la Medalla Comenius por la UNESCO por su trayectoria como investigadora.[6]

- 2003. Premio Tlamatini de la Universidad Iberoamericana[7]

- 1998. Galardón María Lavalle Urbina

### Distinciones
- [8] Investigadora Nacional Nivel I,  desde 1993.

- Investigadora Nacional Nivel II, desde 1999.
- Investigadora Nacional Nivel III, desde 2005.
- Reconocimiento como integrante de la lista de Los Mejores Educadores de América, otorgado por la OEA, 1995, y por segunda ocasión en 1996.
- Miembro de la Junta Gobierno del Centre for Educational Research and Innovation de la OCDE. 1997 a la fecha.  Integrante del Grupo Ejecutivo de esta Junta, abril de 1998 a marzo de 2004.
- Nominada y aceptada como miembro del International Academy of Education de 1997 la fecha.
- Premio Nacional “María Lavalle Urbina 1998, otorgado por la alianza de Mujeres de México, la Secretaría de Relaciones Exteriores y la Secretaría de Educación Pública, en Humanidades campo Educación.
- La generación 1996-2000 de la Normal de Arcelia, Guerrero, lleva su nombre.
- Homenaje a su trayectoria académica en el Contexto del Congreso de Investigación Educativa, por parte de las Américas-Puebla, el 7 de marzo de 2001
- Presidenta de la Junta de Gobierno del Centre for Educational Research and Innovation de la OCDE, de marzo de 2002 a mayo de 2004.
- Reconocimiento a su trayectoria académica, por la Universidad Pedagógica Veracruzana y la Secretaría de Educación de Veracruz en Córdobá, Ver. 2002.
- La generación 1999-2003 de Ixcaquixtla, Puebla. lleva su nombre.
- Premio “Tlamatini” que otorga FICSAC, el patronato de la Universidad Iberoamericana, por sus contribuciones a la educación.  23 de octubre de 2003.
- La generación 2002-2004 de la maestría en Formación y Prácticas Educativas de la Universidad Nacional Autónoma de Chilpancingo, Gro., lleva su nombre.
- La primera generación del Bachillerato Integral Comunitario n.º 2 de Santa María Alotepec Mixe, Oaxaca, 2001-2004, lleva su nombre.
- La primera generación de la licenciatura en educación primaria indígena intercultural bilingüe 2001-2004 de la Escuela Normal Indígena Intercultural Bilingüe Jacinto Canek, de San Cristóbal de las Casas, Chiapas, lleva su nombre.
- Reconocimiento del secretario general de la Organización para la Cooperación y el Desarrollo Económico, Daniel Johnston, por contribuir a fortalecer las relaciones entre México y la Organización con motivo de los diez años de pertenencia de México de la Organización. Otorgado en México Distrito Federal el 3 de noviembre de 2004.
- Se publica un artículo suyo de 1994 en el número de XXXV Aniversario de la Revista de Estudios Educativos (otoño-invierno 2005). Este número de la revista es “un reconocimiento al esfuerzo de muchos investigadores que no siempre en las mejores condiciones buscaron las evidencias, las causas, las justificaciones del éxito o fracaso del sistema educativo, e identificaron los obstáculos que enfrenta el propio sistema”
- Miembro del Jurado del Premio ANUIES a la mejor tesis de maestría en educación superior, septiembre-octubre de 2007.
- El Instituto Nacional Académico de Actualización y Capacitación Educativa, de nivel superior en el Estado de México colocó su nombre a un aula, en su campus de Zumpango, Estado de México, el 30 de mayo de 2008.
- El CREFAL decide publicar una antología de sus obras en torno a la educación de adultos en forma de libro en la colección Paideia Latinoamericana, en septiembre de 2008.
- Le fue otorgada por el Ministerio de Educación, Juventud y Deporte de la República Checa de y por la UNESCO , la medalla Jan Amos Comenius.  Esta medalla honra a quienes tienen logros e innovaciones sobresalientes en los campos de la docencia y la investigación educativa.  La medalla le fue entregada en el marco de la 48° Conferencia Internacional de Educación, en Ginebra, Suiza, el 26 de noviembre de 2008.
- Jurado del Premio México.  Marzo 2009.
- Beca O’Gorman otorgada por la Universidad de Columbia, para una estancia de dos semanas en Teacher’s College.  Abril 2009.
- Nombramiento por el secretario General de la UNESCO como miembro del jurado de los Premios UNESCO de Alfabetización por el periodo 2009-2011, renovada para el periodo 2012-2014.
- Reconocimiento al Mérito “Pablo Latapí Sarre”, otorgado por el Consejo Mexicano de Investigación Educativa por contribución destacada a la investigación educativa, entregado en el X Congreso Nacional de Investigación Educativa, el 24 de septiembre de 2009.
- Un jardín de niños público en el municipio de Zumpango, Estado de México, lleva su nombre.
- Nombramiento como miembro de la Comisión Evaluadora del Área IV (Humanidades y Ciencias de la Conducta) del SNI, a partir de abril de 2010.
- Un jardín de niños público que atiende a niños jornaleros agrícolas migrantes, en Coahuayana, Mich., lleva su nombre.
- Nombramiento por la directora general de la UNESCO como miembro de la Junta de Gobierno del UNESCO Institute for Statistics. Primer mexicano en tener este honor.  A partir de junio de 2010, renovada en 2014.
- Artículo sobre su obra,  de FierroEvans, M._C. y , C. y F. Rojo Pons.  “An Intercultural Education for Mexico: Career and Contributions of Sylvia Schmelkes”, en Curriculum Inquiry 42, 1 (enero de 2012), pp. 103-125.http://web.ebscohost.com/ehost/detail?vid=11&hid=14&sid=0b711f33-5d36-4bd9-80f6-d6c2f856e2be%40sessionmgr10&bdata=JnNpdGU9ZWhvc3QtbGl2ZQ%3d%3d#db=ehh&AN=70328437
- Recibió el Premio Mundial de Ciencias e Investigación EUREKA 2012-2013, otorgado por el Consejo Mundial de Académicos e Investigadores Universitarios, en el seno de la 3.ª Bienal de Educación, Desarrollo Infantil y Psicomoticidad, celebrado en La Habana, Cuba del 6 al 8 de noviembre de 2012.
- Miembro del Grupo de Expertos para la revisión de los informes Faure y Delors, UNESCO.  2013 a la fecha.
- Reconocimiento otorgado por el Instituto Estatal de Educación de Adultos de Oaxaca, por mis aportaciones a la Educación de Adultos, marzo de 2013.
- Miembro honorario del sorority Alpha Delta Kappan, mayo de 2014.
- El Aula Magna de la Universidad Autónoma de Tlaxcala, campus Calpulalpan lleva su nombre, agosto de 2014.
- Se estableció la Cátedra Sylvia Schmelkes en la Dirección de Posgrado de la Universidad Autónoma de Tlaxcala, campus Calpulalpan, agosto de 2014.
- Elección como representante de América Latina en el Consejo Consultivo del Global Education Monitoring Report de la UNESCO, julio de 2015 a la fecha.